# 施帕登湖

53°34′13″N 8°39′17″E / 53.57028°N 8.65472°E
施帕登湖（德語：Spadener See），是德國的湖泊，位於該國西北部，由下薩克森州負責管轄，處於庫克斯港縣，面積0.16平方公里，最大水深19米，湖岸線長度1.8公里。